# Rebordelo (Vinhais)
Rebordelo ist eine Gemeinde und Ortschaft im Nordosten Portugals, in der Region Trás-os-Montes.
In Rebordelo existiert eine kleine traditionsreiche Gemeinschaft der jüdischen Gemeinde in Portugal.
Die 2004 fertiggestellte Talsperre Rebordelo liegt in der Nähe Rebordelos.

## Geschichte
Funde belegen eine vorgeschichtliche Besiedlung, etwa die Höhle an den Wasserfällen von Fraga dos Mouros.
Die beiden Zinn-Minen Alto do Sarilho und Trigueiriça no.1 wurden vermutlich schon in vor-römischer Zeit betrieben. Sie sind zwar noch nicht ganz ausgebeutet, wegen Unwirtschaftlichkeit jedoch seit längerem bereits außer Betrieb.
Die heutige Ortschaft entstand vermutlich im Zuge der Neubesiedlungen nach der Reconquista. Erstmals wurde Rebordelo in den königlichen Registern von 1258 geführt.

## Verwaltung
Rebordelo ist eine Gemeinde (Freguesia) im Kreis (Concelho) von Vinhais, im Distrikt Bragança. Die Gemeinde hat eine Fläche von 21 km² und zählt 605 Einwohner.(Stand 19. April 2021).
Die Gemeinde Rebordelo besteht aus zwei Ortschaften:
- Rebordelo
- Vale de Armeiro